# ۹ آوریل
۹ آوریل نود و نهمین (در سال‌های کبیسه صدمین) روز سال در گاه‌شماری میلادی است. ۲۶۶ روز تا پایان سال باقی‌است.

## رویدادها
- ۱۹۴۰ - جنگ جهانی دوم: آغاز عملیات وزروبونگ، تهاجم آلمان به دانمارک و نروژ

## زادروزها
- ۱۹۰۴ – آلبینو بیندا، دوچرخه‌سوار اهل ایتالیا (د. ۱۹۷۶)

## درگذشت‌ها
- ۲۰۰۳ – آبراهام زابلودوفسکی، معمار و نقاش اهل لهستان (ت. ۱۹۳۴)